# 정읍 태산사
정읍 태산사는 대한민국 전라북도 정읍시 영원면에 있다. 2016년 7월 26일 정읍시의 향토문화유산 제11호로 지정되었다.

## 개요
탑립마을 천태산 자락에 자리히고 있는 태산사는 사우, 강당, 내삼문, 외삼문, 고직사로 구성되어 있으며 간재 전우 선생과 그의 제자 양재 권순명 선생을 배향하고 있다. 1966년 권순명이 후진을 양성하기 위하여 면학당을 세우고 스승인 간재 전우의 영정을 모시고 향사하였는데, 그의 사후 1981년 후학들에 의해 양재 권순명이 추배되었다. 간재 전우는 조선말 전통유학을 대표하는 유학자로 일제강점기때 제자들에게 항일사상을 교육하였으며, 제자인 양재 권순명은 일제의 창씨개명을 반대하여 투옥되기도 하였다.